# Riccardo Gagliolo
Riccardo Gagliolo (Imperia, 28 de abril de 1990) es un futbolista italiano que juega de defensa en el Ascoli Calcio 1898 FC de la Serie C.
Ha jugado con el Carpi, Parma y Salernitana en la Serie A, la máxima categoría del fútbol italiano.

## Selección nacional
De madre sueca, en 2015 expresó su deseo de representar a Suecia a nivel internacional. El 18 de noviembre de 2019 debutó con la selección absoluta de Suecia en el partido de clasificación para la Eurocopa 2020 que los suecos ganaron 3-0 a Islas Feroe.

## Clubes
| Club                       | País   | Año       |
| -------------------------- | ------ | --------- |
| Andora                     | Italia | 2007-2009 |
| Sanremo                    | Italia | 2009-2011 |
| Pro Imperia                | Italia | 2011-2012 |
| Carpi F. C. 1909           | Italia | 2012-2018 |
| Parma Calcio 1913 (cedido) | Italia | 2017-2018 |
| Parma Calcio 1913          | Italia | 2018-2021 |
| U. S. Salernitana 1919     | Italia | 2021-2022 |
| Reggina 1914               | Italia | 2022-2023 |
| AEK Larnaca                | Chipre | 2023-2024 |
| Ascoli Calcio 1898 FC      | Italia | 2024-     |